# ألفارو لوبيز (لاعب كرة قدم)
ألفارو لوبيز (بالإسبانية: Álvaro López) هو لاعب كرة قدم أرجنتيني في مركز الهجوم، ولد في 6 أغسطس 1998 في الأرجنتين. لعب مع نادي ألميرانته براون.

## وصلات خارجية
- ألفارو لوبيز (لاعب كرة قدم) على موقع قاعدة بيانات كرة القدم.إي يو (الإنجليزية)
- ألفارو لوبيز (لاعب كرة قدم) على موقع Soccerway.com (الإنجليزية)